# Джейкоб Мінсер
Джейкоб Мінсер (Якоб Мінцер, англ. Jacob Mincer; 15 липня 1922, м. Томашів-Любельський, Польща — †20 серпня 2006, м. Нью-Йорк, США) — американський економіст польського походження, засновник сучасної економіки праці.
Член Національної академії наук США (2000).

## Біографія
Джейкоб Мінсер народився 15 липня 1922 року в місті Томашів-Любельський у Польщі, в родині Ісаака Мінсера та Дебори Ейзен. У 16 років Джейкоб вступив до коледжу Брно Чехословаччини, а коли прийшла Друга світова війна, то Мінсер більшу кількість часу перебував у концентраційних таборах у Німеччині та Чехословаччині. Під час війни батьки та дві сестри Джейкоба втекли на схід, але були вбиті німецькою армією, що наступала.
1948 року він залишив Польщу і приїхав до США за стипендією від фонду Гілель до Університету Еморі. В 1950 отримав ступінь бакалавра мистецтва в тому ж самому університеті, а в 1957 — ступінь доктора філософії в Колумбійському університеті
Викладацьку діяльність розпочав у Сіті-коледж в період 1954—1957 років, потім в Університеті Чикаго протягом 1957—1959 років. З 1962 року він був професором економіки в Колумбійському університеті. Займався Мінсер викладацькою діяльністю до 1991 року.
З 1960 року Джейкоб був членом Національного бюро економічних досліджень, потім викладав в Єврейському університеті в Єрусалимі, Стокгольмській школі економіки. У 1967 році Мінсер був обраний членом Американської статистичної асоціації, а з 1975 року — членом Економетричного товариства та у 1972—1976 роках членом Комітету з перепису населення при Американській економічній асоціації.
Джейкоб Мінсер помер 20 серпня 2006 року у віці 84 роки, після ускладнення хвороби Паркінсона. В економіста залишилося двоє дочок: Дебора і Кароліна та дружина, а син Данило помер в 1985 році.

## Основний вклад в науку
Джекоб Мінсер перший запропонував термін людський капітал у своїй статті «Інвестиції в людський капітал та персональний розподіл доходу» (англ. Investment in Human Capital and Personal Income Distribution) за 1958 рік. Стаття по суті стала першою спробою створення теорії людського капіталу, де персональний розподіл доходів серед індивідуумів пояснено виключно в результаті отриманого ними самими професійного навчання.
Також на честь Джейкоба Мінсера було названо рівняння (рівняння Мінсера). Суть рівняння у тому, що воно представляє заробітну плату як функцію від пройденого навчання та отриманого досвіду роботи. Дана модель була розроблена в 1958 році та стала традиційною оцінкою вигідності вкладень в людський капітал. Це рівняння найбільш широко використовується в емпіричній економіці.

## Нагороди
За свої здобутки в економічній теорії Мінсер був нагороджений:
- 1970 — стипендія Гуггенхайма[9],
- 1991 — почесний доктор права Чиказького університету,
- 2002 — премія IZA Інститут економіки праці
- 2004 — вступительная премия Минсера от Товариство економіки праці[10].

## Пам'ять
Товариство економіки праці заснувало премію імені Дж. Мінсера.